# Episodi di Cardfight!! Vanguard (prima stagione)
Cardfight!! Vanguard (カードファイト!! ヴァンガード?, Kādofaito!! Vangādo) è stato trasmesso originalmente in Giappone dall'8 gennaio 2011 al 31 marzo 2012 su TV Tokyo per un totale di 65 episodi. Le sigle d'apertura sono Vanguard (ep. 1-33) e Believe In My Existence (ep. 34-65) entrambe cantate dai JAM Project. Le sigle di chiusura invece sono Diamond Stars☆ (ダイヤモンドスター☆?, Daiyamondo Sutā☆) di Natsuko Aso (ep. 1-15), Smash Up!! di Hekiru Shiina (ep. 16-25), Dream Shooter delle Sea☆A (ep. 26-38), Starting Again di Sayaka Sasaki (ep. 39-52) e Nakimushi Treasures (泣き虫 TREASURES?) di Saori Kodama e delle Milky Holmes (Suzuko Mimori, Izumi Kitta, Sora Tokui e Mikoi Sasaki) (ep. 53-65).

Il logo della serie

In Italia è andato in onda dal 9 maggio 2016 al 28 maggio 2018 su K2 ed è stato pubblicato online via streaming sul canale ufficiale di YouTube. In ordine le sigle d'apertura sono Vanguard (ep. 1-65 TV, ep. 1-33 online) e Credo nella mia esistenza (ep. 34-65 online) entrambe cantate da Antonio De Rosa, Alfredo De Rosa e Marica De Rosa. Le sigle di chiusura sono rispettivamente Diamanti delle stelle (ep. 1-26 TV, ep. 1-15 online), Smash Up!! (ep. 16-25 online), Forgiatori di sogni (ep. 27-65 TV, ep. 26-38 online), Ricomincerò (ep. 39-52 online) e Preziosa tristezza (ep. 53-65 online) tutte cantate da Marica De Rosa.
Le sigle dell'edizione italiana sono una traduzione delle originali giapponesi, anche se sono state posizionate in maniera differente. La prima sigla d'apertura Vanguard viene utilizzata anche dall'episodio 33 al 52, ma con il video della seconda sigla, mentre nell'originale veniva cambiata con la canzone Believe In My Existence, tuttavia gli episodi 53-65 tornano ad utilizzare correttamente le immagini della prima. Invece la prima sigla di chiusura, Diamanti delle stelle, viene impiegata dall'episodio 1 al 26, cosa che non avveniva nella versione giapponese in quanto venne scambiata già dagli episodi che vanno dal numero 16 al 25 con il brano Smash Up!!, stessa cosa è successa con Forgiatori di sogni che viene usata dall'episodio 26 al 65, mentre la sua corrispettiva versione originale Dream Shooter veniva solo adoperata dall'episodio 26 al 38, questo per quanto riguarda la versione televisiva trasmessa su K2 e pubblicata anche su Dplay. Le seconde sigle d'apertura e di chiusura, Credo nella mia esistenza e Smash Up!!, traduzioni di Believe In My Existence e Smash Up!!, sono state cantate ufficialmente in italiano da Antonio De Rosa, Alfredo De Rosa e Marica De Rosa, già cantanti delle precedenti sigle, ma non sono mai state utilizzate nella trasmissione televisiva ma solo in quella online sul canale ufficiale YouTube. Nella pubblicazione sul canale Vanguard Italia su YouTube, le sigle italiane vengono posizionate nello stesso identico ordine a quello originale giapponese. Inoltre in questa edizione, la prima sigla Vanguard a partire dall'episodio 16 al numero 33 utilizza alcune delle strofe presenti solo nella versione completa  e lo stesso vale anche per la seconda. Credo nella mia esistenza dall'episodio 49 in poi.
La stagione originale di Cardfight!! Vanguard si concentra sul protagonista Aichi Sendou e sulla sua introduzione al gioco di carte Vanguard. Nel corso del tempo, si farà nuovi amici, competerà in campionati nazionali e combatterà contro un potere misterioso chiamato Psyqualia.
Gli eventi di questa serie sono rinarrati nella decima stagione, la quale è un remake di questa e segue più fedelmente il manga di Akira Itō.

## Lista episodi
| Nº              | Titolo italiano Giapponese 「Kanji」 - Rōmaji - Traduzione letterale | In onda           | In onda          |
| Nº              | Titolo italiano Giapponese 「Kanji」 - Rōmaji - Traduzione letterale | Giapponese        | Italiano         |
| Convocazione 1  | Il destino di Vanguard 「運命の先導者!!」 - Unmei no Vangādo!! – "Vanguard del destino!!" | 8 gennaio 2011    | 9 maggio 2016    |
| Convocazione 2  | Verso la vittoria 「勝利へのライド」 - Shōri e no Raido – "Corsa alla vittoria" | 15 gennaio 2011   | 10 maggio 2016   |
| Convocazione 3  | Benvenuti a Card Capital 「ようこそ! カードキャピタルへ」 - Yōkoso! Kādo Kyapitaru e – "Benvenuti a Card Capital!"                                                                             | 22 gennaio 2011   | 11 maggio 2016   |
| Convocazione 4  | Battaglia con Misaki 「猛攻! ツインドライブ」 - Mōkō! Tsuin Doraibu – "Assalto! Doppio attacco"                                                                                                | 29 gennaio 2011   | 12 maggio 2016   |
| Convocazione 5  | Kamui, lo sfidante delle elementari 「旋風! 小学生ファイターカムイ」 - Senpū! Shōgakusei Faitā Kamui – "Mulinello! Kamui, il combattente delle elementari"                                     | 5 febbraio 2011   | 16 maggio 2016   |
| SP              | 「ヴァンガっとく? アニメ「カードファイト!!ヴァンガード」の楽しみ方」 - Vangattoku? Anime `Kādofaito!! Vangādo' no tanoshimi-kata – "Vangatoku: come godersi l'anime di "Cardfight!! Vanguard"" | 5 febbraio 2011   | inedito          |
| Convocazione 6  | Il misterioso negozio di carte 「謎のカードショップ」 - Nazo no Kādo Shoppu – "Il misterioso negozio di carte"                                                                                 | 12 febbraio 2011  | 17 maggio 2016   |
| Convocazione 7  | Sfida all'ultimo colpo 「戦慄のソウルブラスト」 - Senritsu no Souru Burasuto – "La timorosa Pila dell'Anima"                                                                                   | 19 febbraio 2011  | 18 maggio 2016   |
| Convocazione 8  | Il Re dei Cavalieri entra nella mischia! 「騎士王、出陣!」 - Kishi-ō, shutsujin! – "Il Re dei Cavalieri entra nella mischia!"                                                                  | 26 febbraio 2011  | 19 maggio 2016   |
| Convocazione 9  | Il torneo di Card Capital! 「ショップ大会開幕」 - Shoppu taikai kaimaku – "Il torneo del negozio inizia"                                                                                       | 5 marzo 2011      | 23 maggio 2016   |
| Convocazione 10 | Arriva lo sfidante Ninja! 「忍者ファイター、参上」 - Ninja Faitā, sanjō – "Arriva il Combattente Ninja"                                                                                        | 12 marzo 2011     | 24 maggio 2016   |
| Convocazione 11 | Lo sfidante Ninja si ritira! 「忍者ファイター、退場」 - Ninja Faitā, taijō – "Il Combattente Ninja si ritira"                                                                                  | 19 marzo 2011     | 25 maggio 2016   |
| Convocazione 12 | Aichi contro Kamui! 「アイチ対カムイ」 - Aichi tai Kamui – "Aichi contro Kamui" | 26 marzo 2011     | 26 maggio 2016   |
| Convocazione 13 | L'incoronazione del vincitore 「決着! ショップ大会」 - Ketchaku! Shoppu taikai – "L'incoronazione del vincitore del torneo del negozio!"                                                       | 2 aprile 2011     | 30 maggio 2016   |
| Convocazione 14 | Il ritorno di Nagisa 「不死の恐怖! グランブルーデッキ」 - Fushi no kyōfu! Guranburū Dekki – "I terribili non morti! Il deck Granblue"                                                          | 9 aprile 2011     | 31 maggio 2016   |
| Convocazione 15 | Il debutto di Emi 「ハラハラ!? エミの初ファイト」 - Harahara!? Emi no hatsu Faito – "Emozionante!? La prima lotta di Emi"                                                                      | 16 aprile 2011    | 1º giugno 2016   |
| Convocazione 16 | La squadra Q4 va al torneo regionale! 「チームＱ４、地区大会へ」 - Chīmu Q4, chiku taikai e – "La squadra Q4 si dirige al torneo regionale"                                                    | 30 aprile 2011    | 2 giugno 2016    |
| Convocazione 17 | Nuovi alleati 「新たなる仲間たち」 - Aratanaru nakama-tachi – "Nuovi alleati" | 7 maggio 2011     | 6 giugno 2016    |
| Convocazione 18 | Il torneo Bianco-Caldo! 「白熱のトーナメント!」 - Hakunetsu no Tōnamento! – "Torneo Bianco-Caldo!"                                                                                             | 14 maggio 2011    | 7 giugno 2016    |
| Convocazione 19 | La battaglia di Kamui 「決戦! ノヴァグラップラー!」 - Kessen! Nova Gurappurā! – "La resa dei conti! Nova Grappler!"                                                                            | 21 maggio 2011    | 8 giugno 2016    |
| Convocazione 20 | Il messaggio segreto 「秘められたメッセージ」 - Himerareta Messēji – "Messaggio segreto" | 28 maggio 2011    | 9 giugno 2016    |
| Convocazione 21 | La rivincita nel match finale! 「決勝での再戦!!」 - Kesshō de no saisen!! – "La rivincita del match finale!!"                                                                                  | 4 giugno 2011     | 13 giugno 2016   |
| Convocazione 22 | La discesa del dragone 「舞い降りた聖龍」 - Maiorita hijiri ryū – "Il santo dragone discende"                                                                                                  | 11 giugno 2011    | 14 giugno 2016   |
| Convocazione 23 | Il giocatore invincibile 「運命の出会い」 - Unmei no deai – "Incontro fatale" | 18 giugno 2011    | 15 giugno 2016   |
| Convocazione 24 | Una memoria indelebile 「消せない記憶」 - Kesenai kioku – "La memoria indelebile" | 25 giugno 2011    | 16 giugno 2016   |
| Convocazione 25 | Oltre i ricordi 「記憶の先に」 - Kioku no saki ni – "Al di là dei ricordi" | 2 luglio 2011     | 20 giugno 2016   |
| Convocazione 26 | Il campionato nazionale! 「波乱の幕開け! 全国大会!!」 - Haran no makuake! Zenkoku taikai!! – "Un inizio tempestoso! Il campionato nazionale!!"                                                 | 9 luglio 2011     | 21 giugno 2016   |
| Convocazione 27 | Jurassic Army 「ジュラシックアーミー」 - Jurashikku Āmī – "Jurassic Army" | 16 luglio 2011    | 17 ottobre 2016  |
| Convocazione 28 | La lotta si fa dura 「猛進! たちかぜデッキ!!」 - Mōshin! Tachikaze Dekki!! – "Movimento aggressivo! Il deck Tachikaze!!"                                                                       | 23 luglio 2011    | 18 ottobre 2016  |
| Convocazione 29 | Quando la Luna è piena 「月、 満ちるとき」 - Tsuki, michiru toki – "Quando la Luna è piena" | 30 luglio 2011    | 19 ottobre 2016  |
| Convocazione 30 | La squadra più forte: Gli Asteroid 「最強チーム、ＡＬ４！」 - Saikyō Chīmu, AL4! – "La squadra più forte, AL4!"                                                                                | 6 agosto 2011     | 20 ottobre 2016  |
| Convocazione 31 | A un passo dalle finali 「美しきアサシン」 - Utsukushiki Asashin – "Bella assassina" | 13 agosto 2011    | 24 ottobre 2016  |
| Convocazione 32 | Chi va alle finali? 「魔界の将軍」 - Makai no shōgun – "Il generale del mondo demoniaco" | 20 agosto 2011    | 25 ottobre 2016  |
| Convocazione 33 | Un'esplosione di oscurità 「漆黒のブラスター」 - Shikkoku no Burasutā – "Esplosione di oscurità"                                                                                               | 27 agosto 2011    | 26 ottobre 2016  |
| Convocazione 34 | Gita a sorpresa 「夏だ! 合宿だ! ヴァンガードだ!」 - Natsu da! Gasshuku da! Vangādo da! – "È estate! È campeggio! È Vanguard!"                                                                  | 3 settembre 2011  | 27 ottobre 2016  |
| Convocazione 35 | Un nuovo deck per Aichi 「合宿の成果」 - Gasshuku no seika – "I risultati del campo di addestramento"                                                                                          | 10 settembre 2011 | 1º novembre 2016 |
| Convocazione 36 | Combattimento clandestino 「裏ファイトの王」 - Ura Faito no ō – "Il re delle lotte clandestine"                                                                                                | 17 settembre 2011 | 2 novembre 2016  |
| Convocazione 37 | Il ritorno del Maestro Ninja 「帰ってきた忍者マスター」 - Kaettekita Ninja Masutā – "Il ritorno del Maestro Ninja"                                                                             | 24 settembre 2011 | 3 novembre 2016  |
| Convocazione 38 | L'abilità di Miwa 「三和の実力」 - Miwa no jitsuryoku – "L'abilità di Miwa" | 1º ottobre 2011   | 7 novembre 2016  |
| Convocazione 39 | Il ritorno alle regionali 「地区大会、 再び」 - Chiku taikai, futatabi – "Ritorno alle regionali"                                                                                              | 8 ottobre 2011    | 8 novembre 2016  |
| Convocazione 40 | Profumo pericoloso 「危険な匂い」 - Kiken na nioi – "Profumo pericoloso" | 15 ottobre 2011   | 9 novembre 2016  |
| Convocazione 41 | La vendetta di Kyou 「復讐のキョウ」 - Fukushū no Kyō – "La vendetta di Kyou" | 22 ottobre 2011   | 10 novembre 2016 |
| Convocazione 42 | Psyqualia 「PSYクオリア」 - PSY Kuoria – "Psyqualia" | 29 ottobre 2011   | 14 novembre 2016 |
| Convocazione 43 | Il Vanguard nero 「黒い先導者」 - Kuroi sendō-sha – "Il Vanguard nero" | 5 novembre 2011   | 15 novembre 2016 |
| Convocazione 44 | Una visita inattesa 「予期せぬ来客」 - Yokisenu raikyaku – "Visitatore imprevisto" | 12 novembre 2011  | 16 novembre 2016 |
| Convocazione 45 | I Paladini Ombra 「シャドウパラディン」 - Shadō Paradin – "Paladino Ombra" | 19 novembre 2011  | 17 novembre 2016 |
| Convocazione 46 | Obbligati a vincere 「絡みつく糸」 - Karamitsuku ito – "Il filo avvolgente" | 26 novembre 2011  | 21 novembre 2016 |
| Convocazione 47 | Un'altra squadra Asteroid 「もう一つのフーファイター」 - Mō hitotsu no Fū Faitā – "Un altro Foo Fighter"                                                                                       | 3 dicembre 2011   | 22 novembre 2016 |
| Convocazione 48 | Prova di forza 「孤独なファイト」 - Kodoku na faito – "Lotta solitaria" | 10 dicembre 2011  | 23 novembre 2016 |
| Convocazione 49 | La battaglia di Kai 「櫂の戦い」 - Kai no tatakai – "La battaglia di Kai" | 17 dicembre 2011  | 24 novembre 2016 |
| Convocazione 50 | L'ora della verità 「戦いの果てに…」 - Tatakai no hate ni... – "Alla fine della battaglia..."                                                                                                  | 24 dicembre 2011  | 28 novembre 2016 |
| Convocazione 51 | Un piacere ritrovato 「黄金の輝き」 - Ōgon no kagayaki – "Splendore dorato" | 31 dicembre 2011  | 29 novembre 2016 |
| Convocazione 52 | Un insolito Morikawa 「洋上の歌姫」 - Yōjō no utahime – "Cantautrice del mare" | 7 gennaio 2012    | 30 novembre 2016 |
| Convocazione 53 | La battaglia ha inizio! Le finali del torneo 「開戦! 決勝トーナメント」 - Kaisen! Kesshō Tōnamento – "La battaglia inizia! Le finali del torneo"                                               | 7 gennaio 2012    | 7 maggio 2018    |
| Convocazione 54 | Il Gladiatore 「剣闘士」 - Guradiētā – "Gladiatore" | 14 gennaio 2012   | 8 maggio 2018    |
| Convocazione 55 | L'imperatrice dei Caesar 「カエサルの女帝」 - Kaesaru no jōtei – "L'imperatrice dei Caesar" | 21 gennaio 2012   | 9 maggio 2018    |
| Convocazione 56 | L'uomo che chiamano L'Imperatore 「皇帝と呼ばれる男」 - Kōtei to yobareru otoko – "L'uomo che chiamano "L'Imperatore""                                                                         | 28 gennaio 2012   | 10 maggio 2018   |
| Convocazione 57 | La resa dei conti 「宿命の対決」 - Shukumei no taiketsu – "Scontri fatali" | 4 febbraio 2012   | 14 maggio 2018   |
| Convocazione 58 | Scontro tra sovrani 「激突! オーバーロード」 - Gekitotsu! Ōbārōdo – "Scontro! Sovrano" | 11 febbraio 2012  | 15 maggio 2018   |
| Convocazione 59 | Lotta per il primo posto 「頂点の座を賭けて」 - Chōten no za o kakete – "Combattendo per il primo posto"                                                                                       | 18 febbraio 2012  | 16 maggio 2018   |
| Convocazione 60 | Il muro del Generale 「将軍の壁」 - Shōgun no kabe – "Muro del Generale" | 25 febbraio 2012  | 17 maggio 2018   |
| Convocazione 61 | La rivincita di Misaki 「フーファイターへの想い」 - Fū Faitā e no omoi – "I sentimenti verso i Foo Fighter"                                                                                    | 3 marzo 2012      | 21 maggio 2018   |
| Convocazione 62 | Signore della battaglia 「ファイトの支配者」 - Faito no shihaisha – "Signore della lotta" | 10 marzo 2012     | 22 maggio 2018   |
| Convocazione 63 | Due forze fianco a fianco 「並び立つ能力者」 - Narabitatsu nōryokusha – "Due poteri, fianco a fianco"                                                                                          | 17 marzo 2012     | 23 maggio 2018   |
| Convocazione 64 | La verità di Psyqualia 「PSYクオリアの真実」 - Saikuoria no shinjitsu – "La verità di Psyqualia"                                                                                               | 24 marzo 2012     | 24 maggio 2018   |
| Convocazione 65 | Risveglio delle Lame Gemelle 「目覚めし双剣」 - Mezameshi sōken – "Il risveglio delle Lame Gemelle"                                                                                            | 31 marzo 2012     | 28 maggio 2018   |

## Home video

### Giappone
Gli episodi di Cardfight!! Vanguard sono stati pubblicati per il mercato home video nipponico in edizione DVD dal 21 settembre 2011 al 17 ottobre 2012.
| N° | Data              | Episodi | Fonte  |
| -- | ----------------- | ------- | ------ |
| 1  | 21 settembre 2011 | 1-4     | [ 15 ] |
| 2  | 21 settembre 2011 | 5-8     | [ 15 ] |
| 3  | 19 ottobre 2011   | 9-12    | [ 15 ] |
| 4  | 16 novembre 2011  | 13-16   | [ 15 ] |
| 5  | 21 dicembre 2011  | 17-20   | [ 15 ] |
| 6  | 18 gennaio 2012   | 21-24   | [ 15 ] |
| 7  | 15 febbraio 2012  | 25-28   | [ 15 ] |
| 8  | 21 marzo 2012     | 29-32   | [ 15 ] |
| 9  | 18 aprile 2012    | 33-36   | [ 15 ] |
| 10 | 16 maggio 2012    | 37-40   | [ 15 ] |
| 11 | 20 giugno 2012    | 41-44   | [ 15 ] |
| 12 | 18 luglio 2012    | 45-48   | [ 15 ] |
| 13 | 15 agosto 2012    | 49-52   | [ 15 ] |
| 14 | 19 settembre 2012 | 53-56   | [ 15 ] |
| 15 | 17 ottobre 2012   | 57-60   | [ 15 ] |
| 16 | 17 ottobre 2012   | 61-65   | [ 15 ] |